# 永·布萊克利·德維克
永·布萊克利·德維克（挪威語：Jon Bleiklie Devik，1974年2月27日—）是挪威男演員，他曾在1998年至2001年間於國家戲劇學院（挪威語：Statens teaterhøgskole）學習。
永·布萊克利·德維克不但曾於2010年在一套於挪威大劇院（挪威語：Det norske teatret）上映的音樂劇「Next to Normal」中擔任其中一位合奏組成員，亦曾在2011年於挪威電影「挪威的呻吟」中飾演一名小型超級市場老闆。

## 外部連結
- 永·布萊克利·德維克在互联网电影资料库（IMDb）上的資料（英文）